# Trileptium ayum
Trileptium ayum är en rundmaskart som beskrevs av John Inglis 1964. Trileptium ayum ingår i släktet Trileptium och familjen Enoplidae. Inga underarter finns listade i Catalogue of Life.